# Bohuslav Jiří Krakowský z Kolowrat
Bohuslav Jiří Krakowský z Kolowrat (1596–1638/1641) byl příslušník krakovské větve šlechtického rodu Kolovratů, byl císařským komořím a císařským radou, přísedícím (asesor) komorního a (lenního) dvorského soudu.

## Život a rodina
Bohuslav Jiří byl synem Kryštofa Jindřicha Krakowského z Kolowrat (uváděn 1549–1596) a Kateřiny Týřovské z Einsiedelu (uváděna 1588–1640). Měl silné náboženské cítění. Byl dvakrát ženatý. Poprvé se oženil dne 8. ledna 1618 s Kateřinou Markétou Nowohradskou z Kolowrat (1603–21. února 1634), Poté, co zemřela a byla pochována ve Velharticích, se oženil roku 1636 s Annou Veronikou Kotzovou z Dobrše (uváděna 1622–1638). Obě manželství však zůstala bezdětná. Není zcela jisté kdy zemřel, uvádí se dvě data úmrtí Bohuslava Jiřího: 1638 nebo 1641.

## Cesta po Dunaji
V rozjitřené době se vždy a důsledně stavěl na katolickou stranu. Za to byl také přijat panem Jindřichem Michaelem Hýzrlem z Chodova (1575–1665) do nově založeného (17. listopadu 1618 v Olomouci) řádu Křesťanského rytířstva (Ordo Christianae Militiae). Stalo se tak v korutanském kostele v Heiligenblut, kde u hlavního oltáře složil spolu s pány Vilémem z Klenové a Přibíkem z Újezdu předepsanou přísahu, načež byli panem Hýzrlem přepásáni řádovou stuhou.
Již předtím doprovázel pana Hýzrleho při nebezpečné a dobrodružné plavbě po Dunaji z Bavor do Vídně, přičemž pan Hýzrle vše popsal ve svých Příbězích (vlastní název rukopisu: Život, v němž se obsahují některé jízdy a tažení, které jsem já Jindřich Hieserle svobodný pán z Chodova činil, též způsob všeho života mého, co jsem sobě od dětinství svého pro paměť rodu svému, dědicům a budoucím mým poznamenával a do těchto knih svou vlastní rukou napsal a figurami ozdobiti dal. Léta Páně 1614).
Pan Hýzrle popisuje, jak se tehdy vydával za Kolowratova štalmistra (tj. podkoního, z něm. Stallmeister) a předstíral nakažlivou nemoc, čímž se pokoušel snáze utajit svou pravou identitu. Posádku lodi však ovládl takový strach z moru, že začala přesvědčovat Bohuslava Jiřího, „ať svého nemocného štalmistra raději do Dunaje smete, nebo takto jsou on i jeho lidé ve velikém nebezpečí, že by se od něho mohli nakazit, a jak je vidět, stejně mu pomoci není“.

## Majetek
Bohuslavu Jiřímu se příliš nedařilo, protože dne 25. června 1631 na něm u soudu nejvyššího purkrabího v Praze vymáhal dvorský klenotník a pražský měšťan Jošt Brysl z Bryslu († 1635) částku 1400 kop grošů míšeňských. Proto patrně musel svůj dům na Malém Městě pražském v ulici pod valy Pražského hradu, který stál mezi domy Kryštofa Haranta z Polžic a Bezdružic a krejčího Melichara Pellera proti kostelu sv. Martina, prodat za 1800 kop grošů míšenských panu Jáchymu Libštejnskému z Kolowrat.
Pak se musela jeho situace změnit, protože v roce 1636 koupil za 16 000 kop grošů statek Dražejovice (Dražovice, sedm kilometrů východně od Sušice), tj. tvrz se dvěma dvory, pivovarem a vesnice Dražovice, Bašetín, Šimonov, Podhorsko a Ostružno, od Anny Veroniky Kotzové z Dobrše.